# 元達
元達（952年—993年），洺州鸡泽县（治今河北省鸡泽县西）人，北宋将领。
原名守旻。元守旻身長八尺，膂力过人。生于農家，不想耕作，叹息而离家。任侠纵酒，以酒醉拔剑，斬断道路端口槐樹。元守旻喜道：「我听说李将軍射石虎，矢羽深入石中。现在樹被砍断，难道是神助吗。」他和少年数十人一起想要当盗贼，乡里父老告诫他们，才放弃这个年头。州里征发夫役，元守旻送服役的人到開封，行进了数百里，他把这些人全部放了。洺州派人追捕，元守旻引弓而待，追捕之人不敢接近。亡命山林間，为乡里之害。
趙光義为晋王，元守旻求见，作为幕下。趙光義在園亭练习弓射，元守旻最初四次不中，而后連中。趙光義大喜，改守旻之名为達。趙光義即位为太宗，元達任御龍直隊長。雍熙元年（984年）晋升为妫州刺史，兼洺州团练使。州县逃亡者被送到開封，太宗左右劝皇帝将他们殺死。元達上奏，认为逃亡者很多，不如赦免，让他们自新，给予生業。太宗听从元達之言，发下赦令。端拱二年（989年）擢升为侍衛步軍都虞候，领幽州刺史。由北面行营都部署升为京城巡检。淳化四年（993年）去世。享年四十二岁。追贈昭化軍節度。